# Frequenzverwaltung
Unter Frequenzverwaltung  versteht man jede staatliche Dienststelle (Hoheitsträger), die für die Maßnahmen zur Erfüllung der Verpflichtungen aus der Konstitution und Konvention der Internationalen Fernmeldeunion (ITU) sowie dem Internationalen Fernmeldevertrag und der Vollzugsordnung für den Funkdienst (VO Funk) verantwortlich ist. Aktuell ist die Ausgabe von 2024, die die Ergebnisse der Weltfunkkonferenz 2023 (WRC-23) beinhaltet.

## Deutschland
Die Bundesrepublik Deutschland ist ordentliches Mitglied der ITU. Hoheitsträger ist das Bundesministerium für Digitales und Verkehr (BMDV). Für zivil/militärisch gemeinsam genutzte Frequenzbereiche stellt das BMDV Einvernehmen mit dem Bundesministerium der Verteidigung (BMVg) her. Im Auftrag von BMDV und BMVg sind die Bundesnetzagentur, als zivile Frequenzverwaltung, bzw. die National Radio Frequency Agency – Germany (kurzt: NARFA GE) als militärische Frequenzverwaltung tätig. Gesetzliche Grundlage ist das Telekommunikationsgesetz (TKG) in jeweils gültiger Fassung.
- Für Frequenzangelegenheiten in Verbindung mit der Sicherheit des Luftverkehrs wird das Bundesaufsichtsamt für Flugsicherung beteiligt.
- Für Frequenzen, die für den Funk der Behörden und Organisationen mit Sicherheitsaufgaben (BOS-Funk) ausgewiesen sind, wird das Bundesministerium des Innern beteiligt.
- Frequenznutzungen des Bundesministeriums der Verteidigung bedürfen in den ausschließlich für militärische Nutzungen im Frequenzplan ausgewiesenen Frequenzbereichen, ausgenommen der Common User Pools und Frequenzpools der Truppenübungsplätze, einer Frequenzzuteilung durch NARFA DEU.[3]

## Österreich
In Österreich ist das Bundesministerium für Verkehr, Innovation und Technologie Frequenzverwaltung für Festen Funkdienst unter 1 Gigahertz (GHz), für Punkt-zu-Punkt-Richtfunkanlagen über 1 GHz und Richtfunkverteilsysteme (WLL – Wireless Local Loop).

## Besondere Begriffe der Frequenzverwaltung
- Zuweisung (eines Frequenzbereichs): Eintrag eines bestimmten Frequenzbereichs in den Frequenzbereichsplan zwecks Benutzung dieses Bereichs durch einen oder mehrere terrestrische Funkdienste oder Weltraumfunkdienste oder durch den Radioastronomiefunkdienst unter genau festgelegten Bedingungen. Dieser Begriff wird auch für die betreffenden Frequenzbereiche genutzt.
- Verteilung (einer Funkfrequenz oder eines Funkfrequenzkanals): Aufnahme einer bezeichneten Funkfrequenz oder eines  Frequenzkanals in einen vereinbarten, von einer zuständigen Konferenz angenommenen Plan zwecks Benutzung durch einen oder mehrere Verwaltungen für einen terrestrische Funkdienst oder einen Weltraumfunkdienst in einen oder mehreren genannten Ländern oder geographischen Gebieten unter genau festgelegten Bedingungen.
- Zuteilung (einer Funkfrequenz oder eines Funkfrequenzkanals): Von einer Verwaltung erteilte Genehmigung für eine Funkstelle zur Benutzung einer Funkfrequenz oder eines Funkfrequenzkanals unter genau festgelegten Bedingungen.

In allen Dienstbehelfen der ITU, in denen die Begriffe Zuweisung, Verteilung und Zuteilung benutzt werden, haben sie die ihnen in den oben genannten beigegebenen Bedeutungen. In den drei Arbeitssprachen werden folgende Begriffe angewendet:
| Frequenzaufteilung unter: | ITU-Sprachen            | ITU-Sprachen             | ITU-Sprachen             | ITU-Sprachen | ITU-Sprachen | ITU-Sprachen                 | Deutsch                | Artikel, gemäß VO Funk |
| Frequenzaufteilung unter: | Französisch             | Englisch                 | Spanisch                 | Arabisch     | Chinesisch   | Russisch                     | Deutsch                | Artikel, gemäß VO Funk |
| ------------------------- | ----------------------- | ------------------------ | ------------------------ | ------------ | ------------ | ---------------------------- | ---------------------- | ---------------------- |
| Funkdienste               | attribution (attribuer) | allocation (to allocate) | atribución (atribuir)    | تخصيص        |              | распределение (распределять) | Zuweisung (zuweisen)   | 1.16                   |
| Gebiet oder Länder        | allotisement (allotir)  | allotment (to allot)     | adjudicación (adjudicar) | توزيع        |              | выделение (выделять)         | Verteilung (verteilen) | 1.17                   |
| Funkstellen               | assignation (assigner)  | assignment (to assign)   | asignación (asignar)     | تعيين        |              | присвоение (присваивать)     | Zuteilung (zuteilen)   | 1.18                   |